# ラーネブ

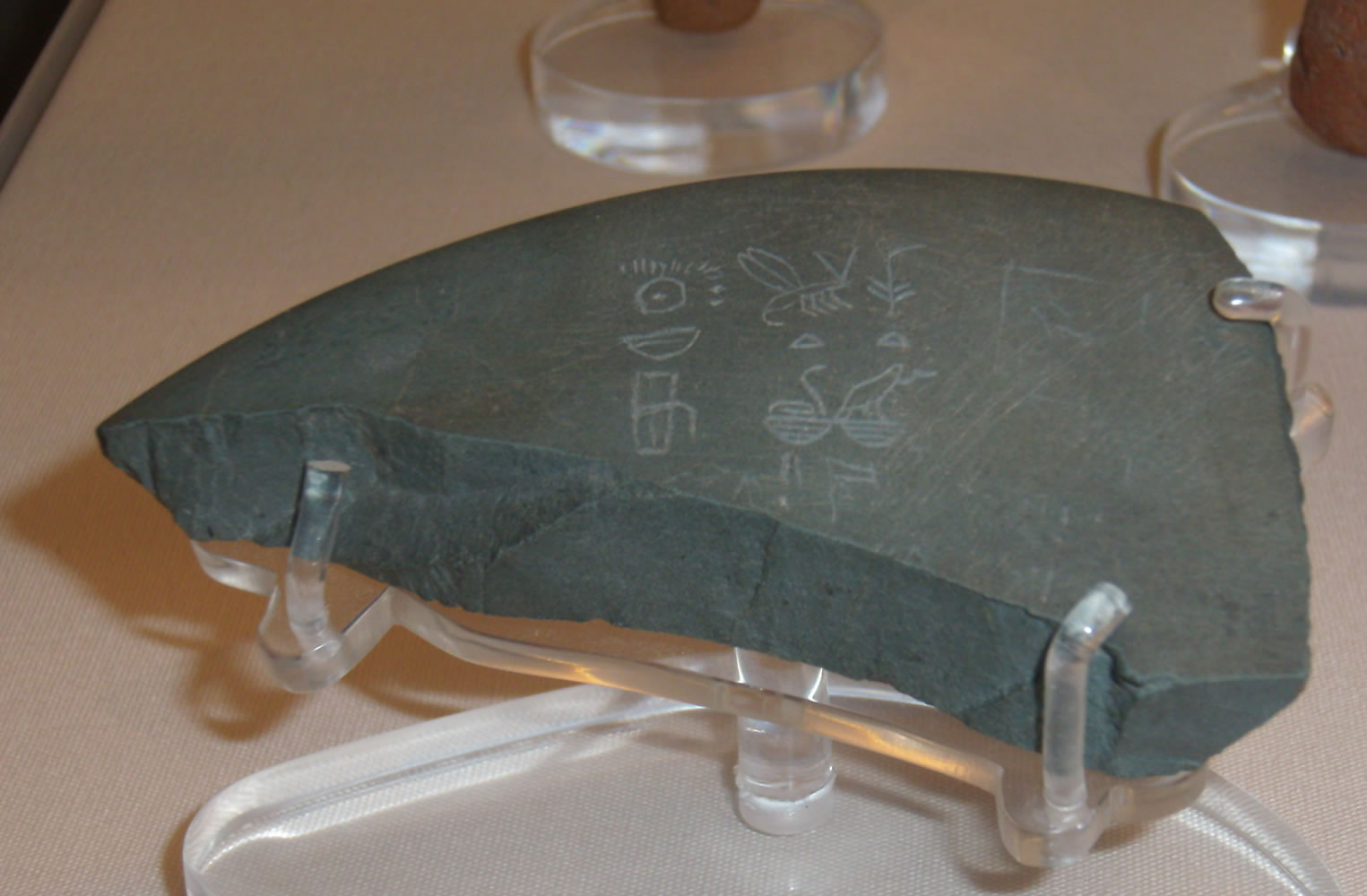
ウェネグの名前が消された石器。

ラーネブ（翻字: nb-ra, エジプト語英語化: Raneb）は、エジプト第2王朝の第2代ファラオ。ネブラー（翻字: nb-ra, エジプト語英語化: Nebra）とも表記される。

## 名前
エジプトの神官マネトはラーネブのことを Kaiechos と表記し、エジプトを39年間に渡って統治したと述べているが、この時代の遺物からはそのような権力を持った人物の存在は確証されていない。アビドス王名表、サッカラ王名表では カアカアウ（翻字: kA-kA.w, エジプト語英語化:Kakau）と記載されている。マネトは、彼が神聖な山羊である「メンデス」への崇拝を導入したとも述べている。

## 家族
ラーネブは、ヘテプセケムイの息子または兄弟である。ヘテプセケムイの息子にはペルネブがおり、ラーネブはその甥か兄弟にあたる。ニネチェルはラーネブの息子であった可能性がある。

## ラーネブとウェネグ
ドイツのエジプト学者 Jochem Kahl は、謎の多いファラオであるウェネグを、ラーネブのネブティ名であったと結論付けた。
ウェネグの実在を裏付けるものは、ジェセルの階段ピラミッドと Tomb S 3014 で見つかった石器に書かれた文字だけである。ウェネグの統治時期やホルス名は未だ分かっていない。